# Elecciones parlamentarias de Ayaria de 2020
Las elecciones parlamentarias de la República Autónoma de Ayaria de Georgia de 2020 se realizaron el 31 de octubre para elegir a los 21 miembros del Parlamento.

## Sistema electoral
Las elecciones se celebraron simultáneamente con las elecciones parlamentarias nacionales. El Consejo Supremo de Ayaria, compuesto por 21 miembros, es elegido por un período de cuatro años. Tres de sus miembros son elegidos en distritos uninominales y los 18 escaños restantes se cubren mediante representación proporcional entre los partidos que superan el umbral del 5%.

## Resultados
Sueño Georgiano ocupó el primer lugar con el 45,9% de los votos (82.700 votos). El segundo lugar lo ocupó el bloque electoral La Fuerza está en la Unidad (liderada por el Movimiento Nacional Unido), que obtuvo el 34% de los votos (61.242 votos). En dos de las tres circunscripciones mayoritarias, se necesitó una segunda vuelta. La segunda vuelta fue boicoteada por la oposición y los candidatos de Sueño Georgiano ganaron en ambos distritos electorales.
| Partido                             | Partido                                  | Proporcional | Proporcional | Proporcional | Circunscripción (1ª ronda) | Circunscripción (1ª ronda) | Circunscripción (1ª ronda) | Circunscripción (2ª ronda) | Circunscripción (2ª ronda) | Circunscripción (2ª ronda) | Total |
| Partido                             | Partido                                  | Votos        | %            | Escaños      | Votos                      | %                          | Escaños                    | Votos                      | %                          | Escaños                    | Total |
| ----------------------------------- | ---------------------------------------- | ------------ | ------------ | ------------ | -------------------------- | -------------------------- | -------------------------- | -------------------------- | -------------------------- | -------------------------- | ----- |
|                                     | Sueño Georgiano                          | 82.700       | 45,86        | 11           | 82.549                     | 46,36                      | 1                          | 62.782                     | 88,61                      | 2                          | 14    |
|                                     | La Fuerza está en la Unidad              | 61.242       | 33,96        | 7            | 60.861                     | 34,18                      | 0                          | 8.071                      | 11,39                      | 0                          | 7     |
|                                     | Constructor de Estrategia                | 5.982        | 3,32         | 0            | 4.201                      | 2,36                       | 0                          |                            |                            |                            | 0     |
|                                     | Alianza de los Patriotas de Georgia      | 5.923        | 3,28         | 0            | 6.049                      | 3,40                       | 0                          |                            |                            |                            | 0     |
|                                     | Lelo por Georgia                         | 5.495        | 3,05         | 0            | 6.144                      | 3,45                       | 0                          |                            |                            |                            | 0     |
|                                     | Georgia Europea                          | 5.146        | 2,85         | 0            | 6.064                      | 3,41                       | 0                          |                            |                            |                            | 0     |
|                                     | Girchi                                   | 3.004        | 1,67         | 0            |                            |                            |                            |                            |                            |                            | 0     |
|                                     | Movimiento Democrático - Georgia Unida   | 1.876        | 1,04         | 0            | 1.821                      | 1,02                       | 0                          |                            |                            |                            | 0     |
|                                     | Ciudadanos                               | 1.459        | 0,81         | 0            | 1.439                      | 0,81                       | 0                          |                            |                            |                            | 0     |
|                                     | Alianza de Solidaridad de Georgia        | 1.457        | 0,81         | 0            | 2.530                      | 1,42                       | 0                          |                            |                            |                            | 0     |
|                                     | Partido Laborista Georgiano              | 1.325        | 0,73         | 0            | 944                        | 0,53                       | 0                          |                            |                            |                            | 0     |
|                                     | Idea Georgiana                           | 939          | 0,52         | 0            | 879                        | 0,49                       | 0                          |                            |                            |                            | 0     |
|                                     | Marcha Georgiana                         | 556          | 0,31         | 0            | 989                        | 0,56                       | 0                          |                            |                            |                            | 0     |
|                                     | Georgia Libre                            | 509          | 0,28         | 0            | 530                        | 0,30                       | 0                          |                            |                            |                            | 0     |
|                                     | Face+                                    | 437          | 0,24         | 0            | 593                        | 0,33                       | 0                          |                            |                            |                            | 0     |
|                                     | Tribuna - Movimiento Cristiano Demócrata | 423          | 0,23         | 0            | 419                        | 0,24                       | 0                          |                            |                            |                            | 0     |
|                                     | Elección Georgiana                       | 401          | 0,22         | 0            | 623                        | 0,35                       | 0                          |                            |                            |                            | 0     |
|                                     | Partido Conservador de Georgia           | 386          | 0,21         | 0            | 409                        | 0,23                       | 0                          |                            |                            |                            | 0     |
|                                     | Georgia Victoriosa                       | 365          | 0,20         | 0            | 407                        | 0,23                       | 0                          |                            |                            |                            | 0     |
|                                     | Por la Justicia Social                   | 288          | 0,16         | 0            | 208                        | 0,12                       | 0                          |                            |                            |                            | 0     |
|                                     | Por la Justicia                          | 234          | 0,13         | 0            | 395                        | 0,22                       | 0                          |                            |                            |                            | 0     |
|                                     | Tavisupleba                              | 183          | 0,10         | 0            |                            |                            |                            |                            |                            |                            | 0     |
| Total                               | Total                                    | 180,330      | 100.00       | 18           | 178,054                    | 100,00                     | 1                          | 70.853                     | 100,00                     | 2                          | 21    |
|                                     |                                          |              |              |              |                            |                            |                            |                            |                            |                            |       |
| Votos válidos                       | Votos válidos                            | 180.330      | 96,51        |              | 178.054                    | 95,29                      |                            |                            |                            |                            |       |
| Votos inválidos/ en blanco          | Votos inválidos/ en blanco               | 6.518        | 3,49         |              | 8.794                      | 4,71                       |                            |                            |                            |                            |       |
| Votos totales                       | Votos totales                            | 186.848      | 100,00       |              | 186.848                    | 100,00                     |                            |                            |                            |                            |       |
| Votantes registrados/ participación | Votantes registrados/ participación      | 314.889      | 59,34        |              | 314.889                    | 59,34                      |                            | 243.892                    | –                          |                            |       |
| Fuentes:                            |                                          |              |              |              |                            |                            |                            |                            |                            |                            |       |